# 키비라 국립공원
키비라 국립공원(프랑스어: Parc national de Kibira)은 부룬디 북서부에 있는 국립공원이다. 네 개 주에 걸쳐 있으며 면적은 400 km2 (150 mi2)이다. 키비라 국립공원은 콩고-나일 분수계 (르완다-부룬디)의 산 정상에 위치해 있다. 이 공원은 무람비아의 주도에서 북쪽으로 르완다 국경까지 뻗어 있으며, 그곳에서 늉궤 국립공원과 연결되어 있다.

## 숲
공원의 약 16%가 몬테인 원시 열대우림(부룬디 전체에서 유일한 몬테인 숲)으로 구성되어 있으며, 테자(Teza)와 르웨구라(Rwegura)에 각각 대규모 차 재배지가 인접해 있다. 공원의 해발 고도는 1,100m를 넘는다.
주요 수종으로는 심포니아 글로불리페라, 뉴토니아 부차나니, 알비지아 검미페라, 엔탄드로프라그마 엑셀숨 등이 있다.
숲에는 산악 습지 및 대나무 숲이 포함되어 있다. 공원에는 총 644종의 식물이 자라고 있으며, 98종의 포유류와 200종의 조류가 기록되었다. 키비라 국립공원은 인접한 다른 보호 구역만큼 철저히 연구되지 않았지만, 여전히 '몬테인 숲 조류 보존을 위한 부룬디에서 가장 중요한 지역'으로 여겨진다.

## 조류
이곳에서 발견되는 중요한 조류로는 큰파랑투라코, 산말똥가리 (Buteo oreophilus), 흰점솜털뜸부기 (Sarothrura pulchra), 회색앵무 (Psittacus erithacus), 꼬리줄무늬트로곤 (Apaloderma vittatum), 검은흰색뿔코뿔새 (Bycanistes subcylindricus) 등이 있다.
키비라는 검은흰색콜로부스원숭이와 침팬지를 포함한 여러 영장류 종의 서식지이다. 공원은 국립환경보전원(INECN)에서 관리한다.

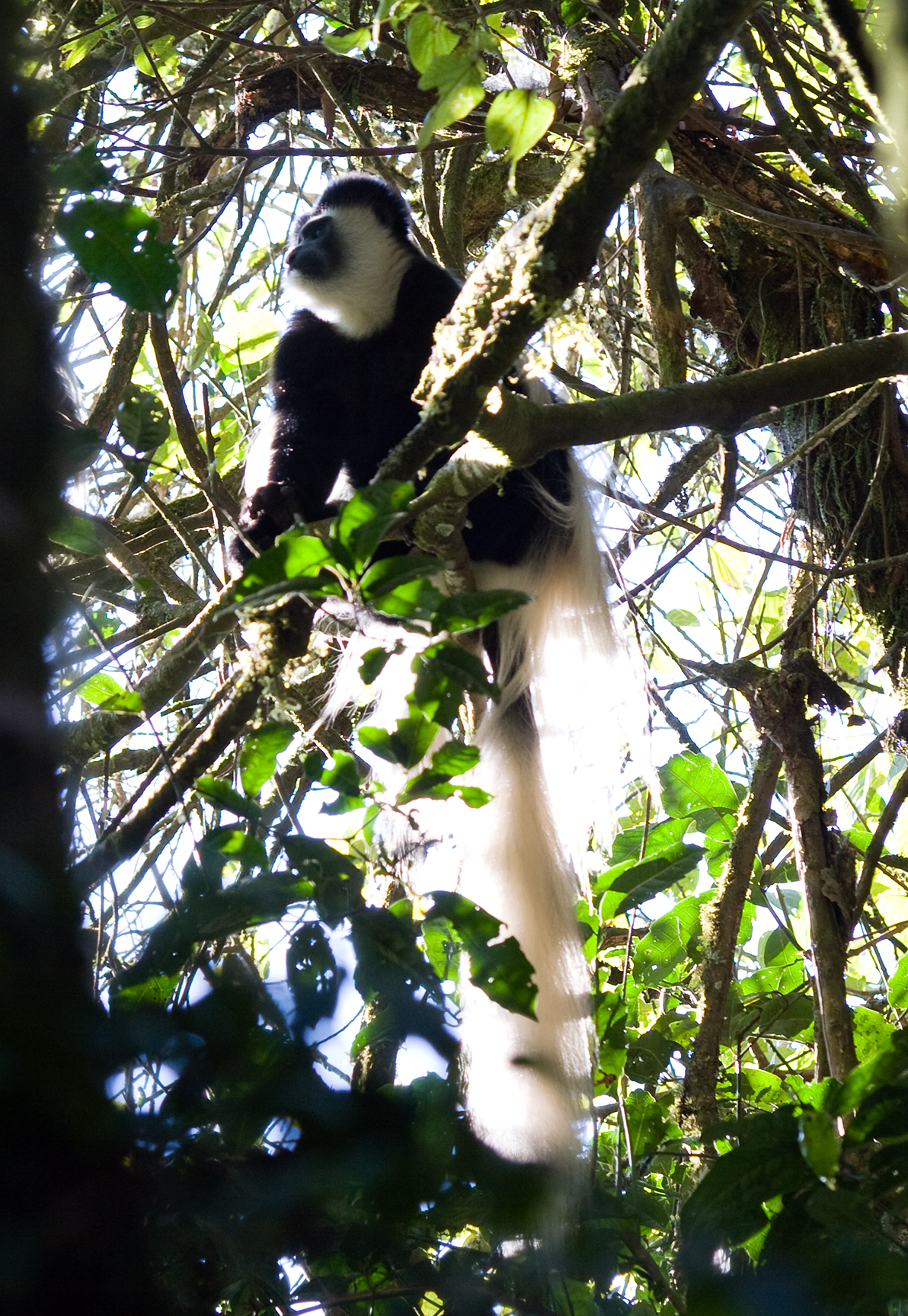
검은흰색 콜로부스원숭이

## 역사
1933년까지 이 숲은 부룬디 왕들의 사냥 보호 구역이었다. 지역 주민들은 이 숲을 마법의 힘이 깃든 곳으로 여기며 존경했다. 가축 방목 및 임산물 채집권은 인정되었다.
식민지 시대 이전부터 숲의 신성한 특성은 보존에 도움이 되었다. 1933년부터 1980년까지 키비라는 콩고-나일 능선 산림 보호 구역으로 분류되었다. 이는 벨기에 통치 하에서, 그리고 1962년 7월 부룬디 독립 이후에도 계속되었다. 오직 고가치 목재의 추출만이 규제되고 통제되었다.

### 독립
독립 후 1980년까지, 지정된 경계 내에서 새로운 경작지를 할당할 권리는 폐지되었지만, 방목권은 유지되었다. 국립공원 지위에도 불구하고, 벌목, 대나무 채취, 화재, 밀렵, 그리고 자급농업의 침해로 인해 숲의 일부 지역은 많은 압력을 받고 있다.

## 수자원
키비라 국립공원 숲의 물은 부룬디에서 가장 큰 댐으로 들어가는 물의 4분의 3 이상을 차지하며, 이 댐은 국내에서 생산되는 수력 전기 에너지의 절반을 생산한다.

## 갤러리

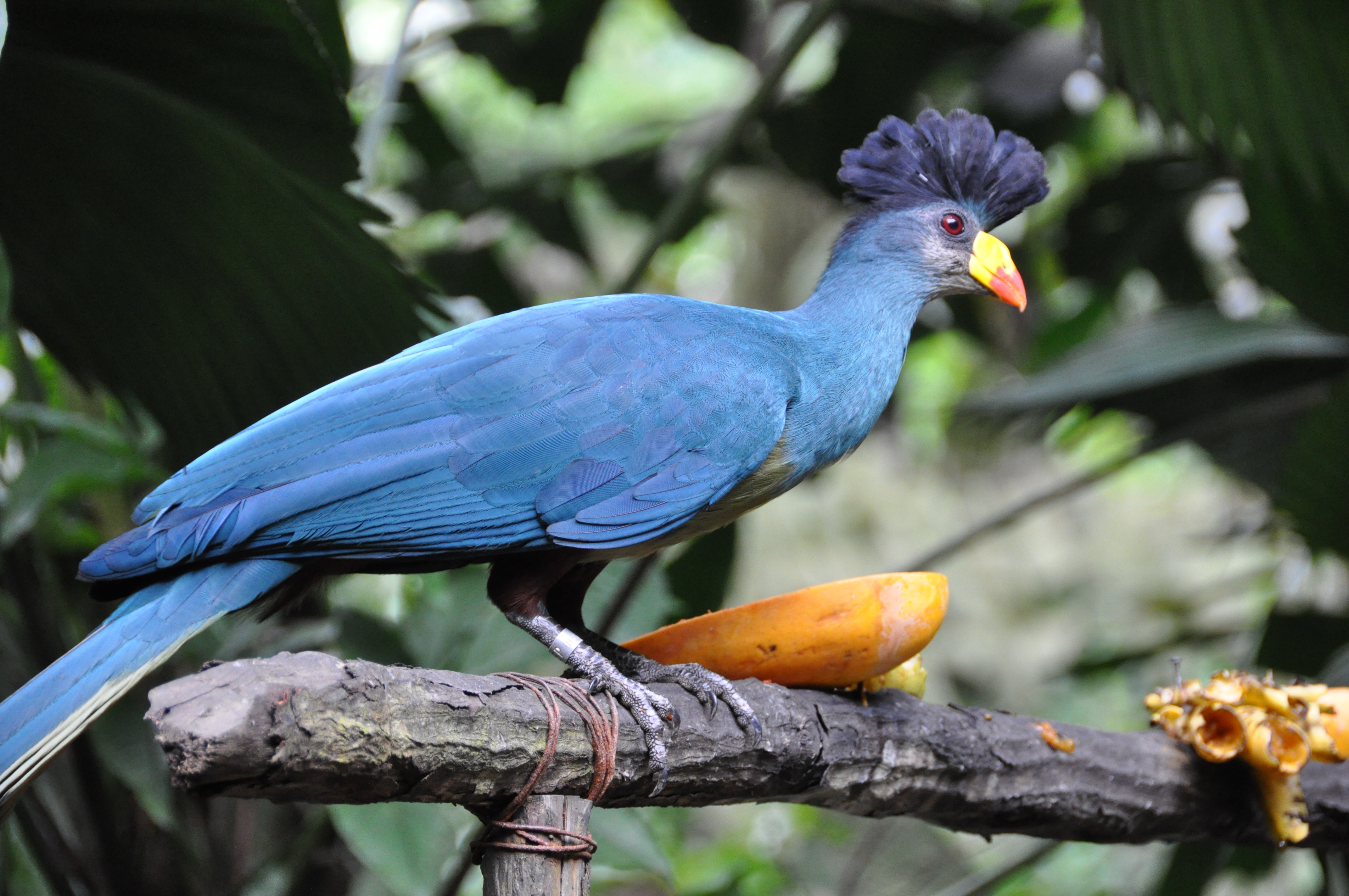
큰파랑투라코
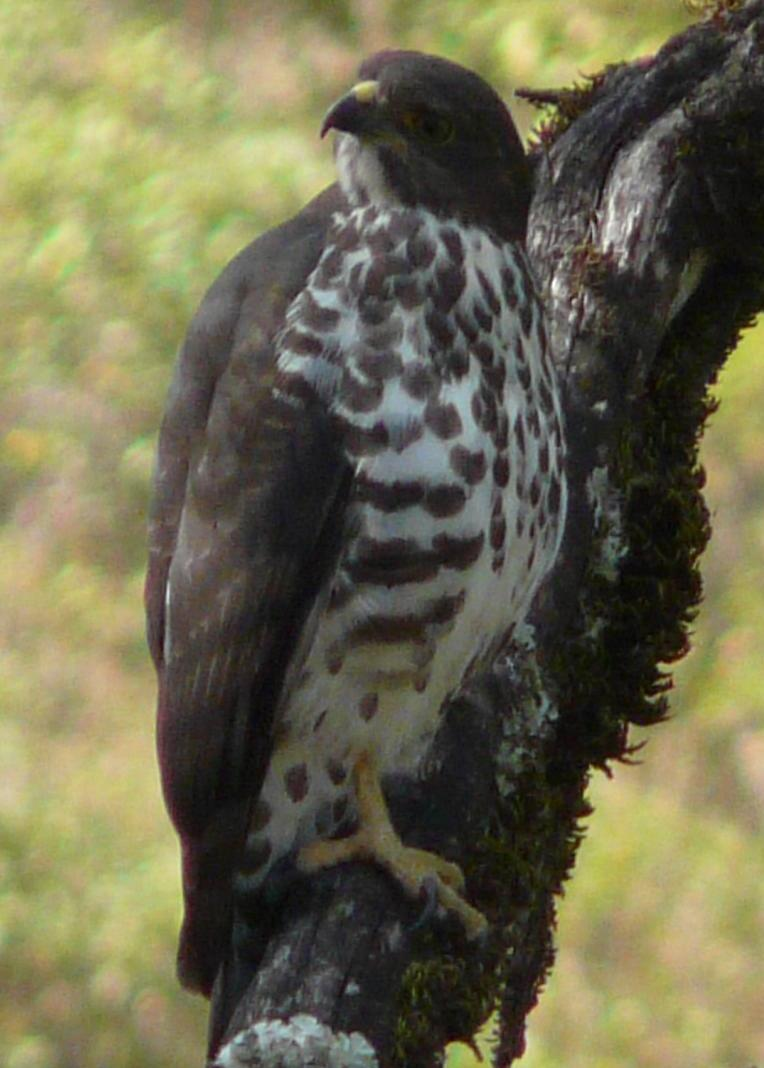
산말똥가리
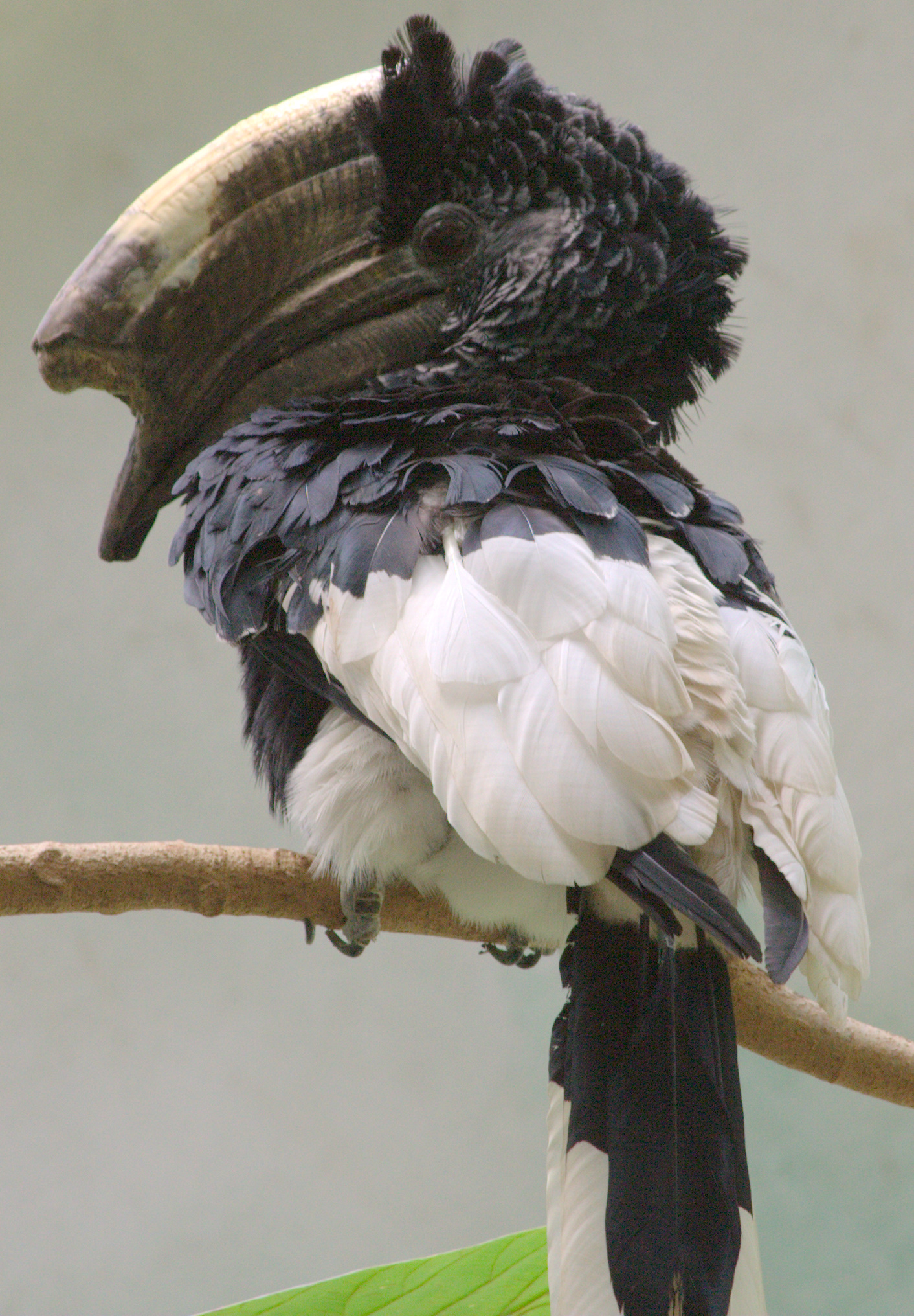
검은흰색뿔코뿔새

## 같이 보기
- 트와족
- 트와